# Кодряну, Корнелиу Зеля
Корне́лиу Зеля Кодря́ну (рум. Corneliu Zelea Codreanu, korˈneliu ˈzele̯a koˈdre̯anu), урождённый Корне́лиу Зели́нский (рум. Corneliu Zelinski; 13(25) сентября 1899, Хуши, жудец Васлуй, Румыния — 30 ноября 1938, Тынкэбешть, жудец Илфов, Румыния) — румынский политический деятель, основатель и лидер движения «Легион Архангела Михаила», более известного как «Железная гвардия» или «Легионерское движение» (с момента его основания и вплоть до своей смерти). Легионерами — членами Железной гвардии — уважительно назывался «кэпитанул» (рум. căpitanul — капитан).
С 1919 года Кодряну состоял в националистической «Гвардии национального сознания», а в 1923 году с Александру Кузой основал фундаменталистскую Лигу национальной христианской защиты, которую покинул спустя два года из-за идеологических разногласий. В 1927 году он основал своё православное движение орденского типа «Легион Михаила Архангела» (рум. Legiunea Arhanghelul Mihail), известное как «Железная гвардия» (рум. Garda de Fier). Ярый антикоммунист и антисемит, Кодряну был склонен к религиозному мистицизму и стремился при поддержке Румынской православной церкви донести до народа призыв к духовному очищению; поддерживая военно-политическое сотрудничество с Германией, он одновременно выступал против попыток копировать немецкий национал-социализм и расовую теорию. Кодряну быстро поднялся по карьерной лестнице румынской политики и уже в 1931 году был избран в Палату депутатов. В 34 года написал книгу «Моим легионерам», переведённую на множество языков мира.
Будучи членом парламента, Кодряну вступил в открытый конфликт с демократическими силами, ведомыми румынским королём Каролем II, и стал применять террористические методы для достижения своих целей. 17 апреля 1938 года неугодный властям «капитанул» был арестован по обвинению в государственной измене и приговорён к 10 годам каторги, а в ночь с 29 на 30 ноября того же года расстрелян жандармами в Тынкабештском лесу (жудец Илфов) якобы при попытке к бегству. В настоящее время личность Кодряну привлекает современных ультраправых, особенно идеологов «третьего пути». В Румынии существует официально зарегистрированное движение «Новые правые», члены которого считают себя правопреемниками Железной гвардии Кодряну; подобные партии, придерживающиеся той же идеологии и считающие Кодряну своим кумиром, есть и в ряде других стран.

## Биография

### Ранние годы
Корнелиу Кодряну родился 13 сентября 1899 года в местечке Хуши в семье Иона Зели Кодряну (1878—1941) и Элизабет Бруннер (1876—1959). Отец — выходец с Буковины (урождённый Ион Зелинский), по профессии лицейский преподаватель. Мать — румынская немка. В семье было всего шестеро детей. Споры об этнической принадлежности Кодряну ведутся по настоящее время: есть предположения, что Ион Зеля Кодряну был или поляком, или украинцем (потомком одного из запорожских гетманов), что могло объяснять антисемитизм Кодряну, но не ярую поддержку панрумынской идеологии; помимо этого в копиях материалов уголовного дела 1938 года фигурировали заключения о том, что у Корнелиу Кодряну были также русские и чешские корни, и власти использовали подобные заключения с целью очернить движение легионеров. По утверждению историка, в частности исследователя фашистских движений, Константина Залесского, Кодряну имел «определённые еврейские корни».
Корнелиу окончил начальную школу и поступил в 1912 году в военный лицей в монастырь Дялу (рум. Mănăstirea Dealu). Когда началась Первая мировая война, Корнелиу стал изъявлять желание отправиться на фронт, но к тому моменту ещё не достиг призывного возраста. Он не оставил свои попытки, продолжив обучение в Военной пехотной школе в Бакэу (его одноклассником был Петре Пандря, будущий активист левого движения) и окончил её в 1916 году. В августе того же года Румыния всё-таки вступила в войну: вести о войне дошли до дома Кодряну 15 августа, и через три дня Кодряну отправился на фронт. Он попал в 25-й пехотный полк полковника В. Пипереску, когда тот выдвигался в Трансильванию по долине реки Ойтуз, причём в том полку отец Корнелиу командовал ротой. Пипереску отказался брать юного добровольца, но Кодряну-младший всё же принял участие в боях в Трансильвании. Незадолго перед очередным наступлением Ион Кодряну был вызван к полковнику, а после возвращения повелел Корнелиу возвращаться домой, чтобы тот позаботился о семье: полковник не хотел брать на себя ответственность за пребывание несовершеннолетнего на фронте.
1 сентября 1917 Корнелиу Кодряну поступил в Военное пехотное училище в Ботошанах, рассчитывая вернуться на фронт, и находился в действующем составе училища до 17 июля 1918. Он не принял ни Февральскую революцию в России, когда был свергнут самодержавный строй, ни Октябрьскую, поскольку большевики осуждали идею об объединении Молдовы и Румынии, а после сепаратного Бухарестского мира, который Румыния была вынуждена подписать после выхода России из войны, Кодряну окончательно стал на сторону антикоммунистов. В декабре 1918 года, когда война фактически уже закончилась, в Бухаресте прокатилась волна беспорядков, после которой Социалистическая партия Румынии утратила своё влияние по всей стране, кроме всей Бессарабии и Молдовы. В 1919 году Корнелиу Кодряну переехал в Яссы; к тому моменту в Румынии стала реальной опасность установления советской власти, а масштабная просоветская агитация в Молдове при полном попустительстве всей румынской интеллигенции только усилила ненависть Кодряну к коммунистам. Антисемитские настроения, появившиеся у Корнелиу ещё в детстве под влиянием отца, вместе с ненавистью к коммунизму привели к тому, что убеждения Кодряну в реальности теории коммунистического еврейского заговора или «жидобольшевизма» укрепились: к агентам антирумынских идей Кодряну причислял в первую очередь всех евреев, занимавшихся коммерцией.
Весной 1919 года в Добринском лесу собралась группа из двадцати лицеистов-старшекурсников во главе с Кодряну, и все они принесли торжественную клятву в случае вторжения большевистской армии в Румынию организовать вооружённое сопротивление и наносить удар за ударом по противнику до тех пор, пока большевики не покинут Румынию. Поскольку угроза подобного вооружённого столкновения была довольно высокой, все лицеисты решили не только побыстрее отыскать оружие и боеприпасы, но и договориться о проведении регулярной разведки в лесу и организации военных упражнений. Чтобы замаскировать свои намерения, Кодряну создал культурно-национальное общество учеников лицея из Хуш имени Михаила Когэлничяну. Директорат лицея, ничего не заподозрив, одобрил это решение. На людях Кодряну и его товарищи обсуждали обычные вопросы, а в лесу занимались начальной военной подготовкой: в то время оружие было достать очень легко.

### Гвардия национального сознания
Осенью 1919 года Кодряну защитился на степень бакалавра, после чего решил продолжить своё обучение и поступил в Ясский университет на юридический факультет. Одним из близких друзей Кодряну стал Александру Куза. Страх перед советизацией Румынии вынудил Кодряну заниматься антисемитской пропагандой среди рабочих: Куза постоянно твердил, что евреи угрожают чистоте румынского народа, и форсировал начало кампании по расовой сегрегации. В свободное от учёбы время Корнелиу перечитывал хранившиеся на чердаке его родного дома журналы, в которых публиковались статьи Александру Кузы. Историк Адриан Чорояну писал о юном Кодряну, дружившем с Кузой, как об «агитаторе — квази-демагоге» и фанатичном патриоте Румынии, образ которой в его представлении отличался от реального положения дел. Британец Кристофер Кэтервуд называл Кодряну резким антисемитом и религиозным фанатиком, а Зеев Барбу считал, что ничего из того, что усвоил Кодряну от Кузы, не было новым для юноши, а Куза был просто катализатором для его национализма и антисемитизма. Ещё одним человеком, повлиявшим на мировоззрение Кодряну, стал врач и идеолог антисемитизма Николае Полеску.
Кодряну, возмущённый сильным распространением левых идей среди студентов и университетских профессоров, постоянными представлениями национализма как варварства и издевательствами над всеми, кто выступал против левых идей, осенью 1919 года вступил в ряды Гвардии национального сознания (рум. Garda Conştiinţei Naţionale), которую создал инженер-электрик Константин Панку. Численность её насчитывала не более 40 человек, и все они поддерживали своеобразный антикоммунистический симбиоз лоялизма и защиты пролетариата (эта идеология имела только одно общее с коммунизмом — защиту прав рабочих). Движение заручилось поддержкой генерала Александру Авереску и его Народной партии, куда вступил и Александру Куза, однако при Авереску, ставшем премьер-министром страны в 1920 году (во второй раз в своей политической карьере), в крупных городах Румынии обострились социальные проблемы. В Гвардии национального сознания Кодряну видел ядро националистических профсоюзов, но её антикоммунистический характер ярко проявился с началом разгона коммунистических выступлений, стачек и забастовок. Подобные разгоны привлекали внимание народа, особенно внимание Ассоциации христианских студентов: те стали выступать с призывами установить процентную норму для евреев на получение высшего образования. Популярность Гвардии стала расти, но головокружение от успехов привело к резкому учащению стычек между её членами и их политическими противниками.
10 (по другим данным 11 февраля) 1920 года здание Управления государственными монополиями в Яссах было захвачено протестующими, которые сбросили портреты короля и подняли над зданием красный флаг. Панку выступал за обращение к армии за помощью, но Кодряну убедил его разобраться с бунтовщиками своими силами, и стычка завершилась победой группы Кодряну. В другой день в Николине движение Панку мирно сумело восстановить контроль над железнодорожными мастерскими. Вскоре Кодряну пришлось участвовать и в стычках непосредственно со студентами из противоположного политического лагеря: осенью 1920 года в знак протеста против планируемого открытия университета в отсутствие священника и без обязательной церковной службы Кодряну, расценивший это как оскорбление христианства, однажды утром забаррикадировался с группой студентов в здании, вывесив на дверях объявление с требованием немедленно провести богослужение перед официальным открытием. Вскоре перед зданием собралась толпа, а попытки силой проникнуть туда привели к массовой драке. Сенат, который объявил о планируемой отмене церковной службы, вынужден был пересмотреть своё решение и провести открытие по всем традициям.
Спустя некоторое время Кодряну на улице пересёкся с редактором газеты «Опиния», чью редакцию разгромил с друзьями несколькими днями ранее. После короткой перепалки завязалась драка, о которой стало известно на все Яссы. Университетский Сенат принял решение немедленно исключить Кодряну из университета, но за Кодряну заступился Куза, потребовавший отмены решения. Когда Сенат заявил о неизменности своей позиции, то Куза объявил об отзыве представителя юридического факультета из Сената. Это позволило Кодряну продолжить обучение, но между факультетом и Сенатом разгорелся конфликт, который не был потушен даже спустя много лет. Несмотря на фактическую отмену решения Сената, Кодряну так и не вернулся за дипломом: со слов самого Корнелиу, ректорат отказался попросту выдавать диплом, и в итоге Корнелиу пришлось довольствоваться справкой, выданной на факультете. За время обучения Кодряну стал председателем Общества студентов-юристов, на заседаниях которых активно продвигал свои идеи по обустройству страны и решения «еврейского вопроса».

### Лига национальной христианской защиты
Осенью 1922 года Кодряну отправился за границу, имея в своём кармане сумму в 8 тысяч лей. Он учился на юриста в Берлине и Йене. В Берлине Корнелиу стал свидетелем послевоенной разрухи, а именно инфляции, дефицита продуктов, безработицы и голода. Средства у него закончились слишком быстро, и он переехал в Йену. В октябре 1922 года от одного из рабочих Кодряну впервые услышал об Адольфе Гитлере, который тогда руководил неким антисемитским движением Мюнхена; в самой же Германии антисемитские настроения были довольно слабые. Корнелиу критически относился к демократической Веймарской республике и восхвалял марш на Рим итальянских фашистов, надеясь последовать в будущем их примеру. Окончательно покинуть Германию он решился после декабрьских студенческих протестов в Румынии против полной эмансипации евреев, начавшихся 3 и 4 декабря в Бухаресте, Яссах и Черновцах. 10 декабря во всех румынских университетах была объявлена всеобщая полная забастовка, а протестующие выдвинули 10 требований к правительству. Объектами нападок становились и газеты, которые выставляли в дурном свете националистические движения. В Бухаресте Корнелиу попытался претворить в жизнь свой план о всенародном студенческом движении по всей стране, но, к несчастью для Кодряну, бухарестское студенческое движение было неорганизованным, а знакомых у Кодряну в Бухаресте вообще не было. К тому же складывалось впечатление, что студенты не готовы выйти на улицы с лозунгами за изменение страны, а будут удовлетворять лишь свои личные требования.
4 марта 1923 года Корнелиу Кодряну при поддержке Кузы основал христианскую националистическую организацию под названием «Лига национальной христианской защиты». В тот же день состоялось освящение многочисленных румынских знамён, которые Кодряну планировал изготовить ещё для возможных всенародных протестов и раздать студентам всех румынских университетов. Кодряну стал организатором под руководством профессора Кузы, а вскоре к ним присоединился Ион Моца, председатель кружка «Петру Майор», который перевёл на румынский известные «Протоколы сионских мудрецов» и стал в будущем идеологом Легиона. Кодряну поставил задачу — сделать Лигу серьёзной политической силой в Румынии, а сам занялся делами по привлечению молодёжи, действуя по двум фронтам: ему приходилось поддерживать всенародные студенческие забастовки благодаря связям более чем в 40 румынских жудецах и параллельно добиваться массового притока добровольцев в ряды Лиги. Единого регламента у Лиги и чётко прописанной структуры не было, а сам Куза выступал против введения каких-либо рамок для движения, но при поддержке отца Корнелиу всё-таки уговорил Кузу принять документы по структуре Лиги и её молодёжного отделения. Кузу составил «Руководство Доброго Румына», а затем в Лиге национальной христианской защиты базовую книгу Лиги на всё время вплоть до 1935 года.
26 марта 1923 года Национальное Собрание Румынии с предложения Либеральной партии Румынии внесло поправку в Статью 7 Конституции Румынии, по которой предоставил всем уроженцам Румынии еврейского происхождения гражданство и полные гражданские права. Разговоры об этом велись давно, и Кодряну рассчитывал как можно скорее прибыть в Бухарест, однако прения по поводу изменения Конституции продлились недолго, а Конституцию с поправкой приняли уже 28 марта. Возмущённая таким решением Национального Собрания Лига атаковала гетто в Яссах и создала группу, которая потребовала от правительства в Бухаресте немедленно отменить внос поправки. Александру Куза выпустил всенародное обращение, в котором потребовал от народа добиваться отмены поправки в Статье 7 и проведения свободных выборов. Кодряну, находившийся в Яссах, также выпустил обращение с призывом организоваться и устраивать акции протеста: власти вывели на улицы жандармов и полицию, пытаясь перекрыть движение, но протесты стали проводиться уже по всему городу, сразу в четырнадцати точках одновременно. Протесты продлились чуть более суток, после чего в город подошли армейские подкрепления, разогнавшие протестовавших. Кодряну был арестован и пробыл неделю в тюрьме, освободившись перед Пасхой. К июню студенческие протесты стали сходить на нет: в Бухаресте и Черновцах открылись университеты для еврейских студентов, вопреки протестам националистически настроенной молодёжи, и только в Яссах студенты удерживали ещё некоторое время университет.

### Конгресс руководителей студенческого движения и попытка покушения на Брэтиану
22 августа Кодряну решил провести первый Конгресс руководителей студенческого движения в Яссах, несмотря на запрет властей о проведении конгресса. После молебна перед зданием Митрополии о погибших на фронте Первой мировой студентах (полиция не пропустила студентов, поминальную службу провёл на открытом воздухе священник) студенты отправились к корпусу Ясского университета, где их ожидали представители власти в сопровождении сил полиции и армии (13-й пехотный полк). Власти напомнили о запрете конгресса, но студенты вопреки требованиям всё же собрались в амфитеатре юридического факультета и открыли там собрание, осознавая, что в случае вмешательства армии и полиции последствия могут быть трагическими. Фактически все студенты оказались в окружении: прорваться сквозь окружение никто не мог. Вечером у университета собралась толпа протестующих во главе с Константином Панку, которые попытались пронести продовольствие студентам и даже прорвали три полицейских кордона. Полиция пошла на хитрость и в 9 часов вечера разрешила всем выход по три человека, но при этом рассчитывая поймать Кодряну после обысков. Однако Корнелиу успел сбежать. Конгресс продолжился на следующий день в монастыре Четэцуя, и на заседании день 10 декабря объявляется национальным днём румынского студенчества. Третий день конгресса состоялся в лесу на холме Галата, где было принято решение продолжать борьбу студентов за смену власти. Был образован Комитет, который должен был руководить студенческим движением всех университетов, но не подчиняться старому студенческому руководству Бухареста. На четвёртый день конгресс завершил свою работу, и Кодряну уехал в Кымпулунг, где собирался встретиться с профессором Дукой и принять торжественно Иона Моцу в ряды членов Лиги.
17 сентября 1923 состоялся Конгресс Лиги в Кымпулунге во дворе городской церкви: участники успешно миновали все конвои. На конгрессе была поднята тема бедственного положения крестьян, которым не оказали помощь по окончании Первой мировой войны, а почти все их доходы шли в карманы частных предпринимателей. На собрании присутствовали множество крестьян, и тридцать из них отправились в Бухарест с просьбой к премьер-министру Иону Брэтиану принять меры для защиты лесов, отменить контракт Православной церкви с частным еврейским предпринимателем Анхаухом о продаже лесов и ввести процентную норму («Numerus Clases») в румынских школах. Кодряну отправился в качестве представителей крестьян, которым в день приезда студенчество оказало большие почести. Полиция попыталась разогнать крестьян и студентов, но группе делегатов удалось прорвать все три кордона. Долгожданная встреча с премьер-министром состоялась в третий день пребывания крестьян, однако войти им разрешили только после того, как Кодряну пригрозил выломать силой дверь. Брэтиану согласился только рассмотреть вопрос по лесам, но отказался вводить процентную норму. Ряд делегатов был арестован после встречи, а Кодряну принял решение избавиться от чиновников, которые не хотят решать «еврейский вопрос» и помогать представителям всех классов румынского народа.
В октябре 1923 года в Яссах в доме 12 на улице Савеску состоялось тайное совещание членов Конгресса, на котором Кодряну принял решение убить премьер-министра Иона Брэтиану и ещё шестерых членов правительства (в том числе и Георге Мырзеску, который занимал несколько постов в кабинете Брэтиану и лично занимался продвижением поправки Статьи 7 в Конституцию). Кодряну также стал составлять чёрные списки лиц, которых он считал предателями Румынии, и значительную часть названных Кодряну предателей составляли евреи (раввины, банкиры-финансисты Либеральной партии, редакторы газет «Диминяца», «Адевэрул», «Лупта»). Кодряну оставил прощальное письмо студентам, поскольку не верил, что вернётся вообще обратно после совершённого акта возмездия (он писал, что либо погибнет, либо будет пожизненно осуждён). 8 октября семеро заговорщиков во главе с Кодряну собрались в доме номер 41 по улице 13 декабря, и там их задержала полиция. Как оказалось, кто-то из членов Лиги выдал планы властям: на допросе всем обвиняемым показывали их огнестрельное оружие (револьверы Browning 6.35), которое было хорошо спрятано и о местонахождении которого никто посторонний не мог знать. На допросе Кодряну решил во всём сознаться, дабы не испытывать угрызения совести, и назвал имена всех лиц, которых движение собиралось уничтожить, но при этом добавил, что никто не утверждал точную дату своих действий. На этом пункте он и решил строить защиту всех своих товарищей по несчастью.
Кодряну был отправлен в тюрьму Вэкэрэшти на время следствия, где занимался принудительными работами. Позднее Корнелиу обнаружил, что среди арестованных в тюрьме находился и его собственный отец. Вскоре всех арестованных отправили в Бухарестский трибунал, где им были зачитаны обвинения и назначен защитник в лице адвоката Илиеску, после чего всех снова отправили в тюрьму. Число арестованных по обвинению в заговоре выросло до тринадцати: Корнелиу Кодряну и его отец, заговорщики И. Гырнята, И. Моца, Т. Попеску, К. Жеоржеску, Р. Миронович, Л. Бандак, И. Верникеску, Т. Брязу (непосредственно обвинены), Драгош, Данилеску (задержаны) и В. Фриму (осведомитель). В Вэкэрэшти Кодряну-младший пробыл ещё две недели, находясь под стражей в одиночной камере, после чего заговорщиков вывели из одиночных камер. Кодряну-старший добился разрешения всем арестованным посещать церковь во дворе тюрьмы для молитвы. В тюрьме у Кодряну родился план о создании новой организации по воспитанию молодёжи, и 8 ноября, в день Архангела Михаила, на встрече с заговорщиками Кодряну предложил назвать новое движение именно в честь Архангела Михаила.
Корнелиу всё-таки не мог понять, кто был предателем. На одной из встреч в тюрьме он собрался назвать предателя, но тут из-за стола встал и ушёл заговорщик по фамилии Верникеску. Дурные опасения всей группы подтвердились: Драгош подтвердил, что именно Верникеску выдал планы по покушению. Тем временем арестованным студентам крестьяне отправляли финансовую помощь, поскольку те прилагали все усилия для защиты крестьян «от беды и несправедливости, нищеты и обиды». Дата судебного слушания была назначена 29 марта. По румынским законам нельзя было привлекать к уголовной ответственности лиц, которые планировали преступление, но при этом не назначили конкретную дату, поэтому Кодряну с руководством Лиги ожидали оправдательного приговора, но сам Кодряну верил: каждому могут дать как минимум 5 лет лишения свободы за подобные преступления. За день до начала процесса во время встречи с родными Ион Моца увёл Верникеску в соседнее помещение и выстрелил там в предателя семь раз. Раненого срочно увезли в больницу, а всех отправили в изолятор. На следующий день состоялось судебное заседание, на котором свои показания дали все обвиняемые. В 6 часов утра на следующий день офицер явился к подсудимым и заявил: все, кроме Моцы, полностью оправданы. Поскольку ранения Верникеску оказались не смертельными, Моца в итоге обеспечил себе тюремный срок в два месяца лишения свободы. После вынесения приговора все уехали в тюрьму Вэкэрэшти, чтобы забрать оттуда личные вещи и уладить все формальности по освобождению.

### Убийство Константина Манчу
У Кодряну и Кузы давно назревал конфликт по поводу структуры Лиги: Кодряну выступал за милитаризацию организации и переход к революционным идеям, а Куза выступал против этого. Именно поэтому Кодряну ещё в тюрьме задумал создать свою молодёжную организацию при Лиге, которую он назвал «Легион Архангела Михаила». Имя он выбрал неслучайно, поскольку в церкви при тюрьме действительно была икона Архангела Михаила, а позднее и вовсе утверждал, что видел архангела не то во сне, не то наяву. Уже после освобождения в Яссах Корнелиу создал своё «Братство креста» (рум. Frăţia de Cruce), название которого было навеяно идеями церковного побратимства и христианской проповеди с крестом. 6 мая 1924 года в пригороде Ясс прошло первое собрание Братства креста, на котором члены Братства заложили первый камень в основание студенческого центра. Начальник румынской полиции Константин Манчу приказал разогнать собрание, однако действия полиции привели к массовой драке. Кодряну попал в тюрьму, где его избивали на протяжении нескольких дней подряд, пока Куза, находившийся на свободе, не заступился за арестованных и не попросил стражу прекратить побои и избиения.
Кодряну вскоре временно отказался от политической деятельности, но это «затишье» длилось недолго. 24 октября 1924 Кодряну ворвался в здание трибунала Ясс, где начальник полиции отвечал на вопросы по поводу событий 6 мая (кто-то из друзей Кодряну подал заявление в полицию) и жестоко отомстил Манчу, выстрелив в него из пистолета. Манчу скончался на месте, ещё несколько полицейских были ранены, а сам стрелявший сразу же сдался полиции на месте преступления и отправился в тюрьму. Криминалисты установили, что Манчу не мог видеть своего убийцу в момент выстрела, хотя Кодряну доказывал, что действия его были в пределах самообороны в ответ на ранние выходки Манчу. Убийство всколыхнуло всю страну: в Парламенте Румынии Пол Бужор, член Крестьянской партии Румынии, даже предложил пересмотреть закон в отношении политического насилия и подстрекательства к мятежу, что привело в итоге 19 декабря к утверждению правящей Национально-либеральной партией «Закона Мырзеску» (в честь министра юстиции Румынии). Самым главным последствием этого закона стал запрет деятельности Коммунистической партии Румынии. В октябре—ноябре в Парламенте снова разгорелись дебаты, и группа Кузы была признана виновной в убийстве Манчу: Петре Андрей утверждал, что Куза был организатором убийства, а Кодряну исполнителем; в ответ на это Куза продолжил настаивать на невиновности, заявив, что поведение Манчу было поводом для заслуженного наказания.
В итоге судьи нашли пристрастное жюри присяжных, и всё дело закончилось тем, что Кодряну был полностью оправдан. Присяжные совещались всего пять минут, но заседание отличалось тем, что все они пришли с эмблемами Лиги и свастикой (Куза использовал свастику как символ Лиги). Удачный исход дела отмечался долго: вскоре состоялась свадьба Корнелиу Зели Кодряну и Елены Илиною. После свадьбы Кодряну снова встретился с Кузой и для разрядки напряжённости решил уехать во Францию. Незадолго до отъезда Кодряну чуть не стал жертвой покушения, а Моца, только-только вышедший из тюрьмы, получил ещё один небольшой тюремный срок.

### Образование Легиона
В 1926 году Кодряну вернулся из Гренобля и принял участие в парламентских выборах, баллотировавшись в депутаты от города Фокшаны, но проиграл выборы. Лига была распущена в том же году как не оправдавшая ожидания Корнелиу. Тех членов Лиги, которые также отсидели в тюрьме, Корнелиу собрал для того, чтобы объявить о создании новой организации, получившей название «Легион Архангела Михаила» и официально образованной в ноябре 1927 года. Это произошло спустя несколько дней после роспуска кабинета Авереску, которое защищало Кузу.
Легион был основан по принципу Братства креста, был закрытой организацией и основывался на принципе автаркии: все его члены ставили общие цели Легиона выше собственных. Вскоре появились многочисленные ячейки Легиона, называвшиеся «гнёздами» (рум. cuiburi). Братство было главным и самым секретным элементом Легиона: его члены должны были проходить специальные обряды, доказывая верность Легиону и принося клятву Капитаналу. Согласно американскому историку Барбаре Елавич, движение сначала не руководствовалось никакой идеологией, а занималось моральным обновлением каждого человека и при этом пользовалось поддержкой Румынской православной церкви. Легион использовал в своей политической деятельности не только православные церковные таинства, но и народную культуру. Так, Кодряну всегда появлялся на публике в румынском народном костюме (помимо него, так поступал только лидер Национальной крестьянской партии Ион Михалаке). Легион был тесно связан с православным духовенством, а его члены в свои политические выступления включали оригинальную трактовку идей Румынской православной церкви, согласно которой румынский народ должен будет пройти очищение ради собственного спасения.
Эта зацикленность на мистике, как отмечает Елавич, сочеталась с готовностью к насилию и самопожертвованию членов Легиона при условии, что всё это будет совершаться во имя добра и сопровождаться покаянием. В результате легионеры, участвовавшие в актах насилия, часто добровольно сдавались после этого полиции. Легионеры считали, что рост насилия — один из признаков мира накануне грядущего Второго пришествия Христа. В идеологии Легиона стали преобладать эсхатологические мотивы и культ смерти: доктрина легионеров даже включала постулат, что мёртвые тоже составляют часть вечного национального общества. Сделав мистицизм центральным элементом своей доктрины, Легион при этом демонстративно не поддерживал никакую конкретную идеологию. Кодряну объяснял это тем, что необходимо создать «нового человека»:

Люди уже по старой привычке спрашивают: «Какую программу вы нам предлагаете?» Однако эта страна гибнет не из-за недостатка программ, а из-за недостатка людей. Наше мнение состоит в том, что главное не выдумывать остроумные программы, а создавать людей, новых людей!

Несмотря на невысокое количество официальных обращений, движение сразу прославилось благодаря своей приверженности антисемитизму: легионеры утверждали, что Румынии немедленно нужно решать еврейский вопрос, чтобы евреи не распространяли по стране разврат и аморальность. В течение 15 лет, по мнению Кодряну, они «только болтали и проводили высокопарные, но абсолютно бесплодные обсуждения», поэтому его поколение должно было покончить с этим вопросом раз и навсегда. Кодряну начал антисемитскую кампанию, обвиняя евреев в посягательстве на духовное наследие румын и надругательстве над церковью, а также в отступлении от Ветхого Завета. Ссылаясь на теорию происхождения румын от римлян и даков, Корнелиу обвинял евреев в том, что они снова взялись за старое и, якобы разрушив Римскую империю, теперь воюют с её потомками.
С 1927 года Легион стал устраивать еврейские погромы: официально они начались с разграбления и поджога синагоги в городе Орадя. Согласно данным одного анализа, Румыния стала европейской страной с самыми сильными антисемитскими настроениями, уступая в этом плане только Польше. Антисемитские призывы Кодряну были крайне радикальными по сравнению со взглядами не только Кузы, но и его бывшего соратника, историка Николае Йорги, к тому же в них присутствовали фрагменты расовой теории, по которой румыны были высшей расой в сравнении с другими народами страны, включая венгров. Что касается внешнеполитических амбиций, то Кодряну поддерживал территориальную экспансию Румынии, выступая за присоединение к ней не только всей Молдовы, но и территории современного Приднестровья, и за последующее образование румынского федеративного государства от Карпат до Дуная.
Популярным движение стало в глазах среднего класса и образованной молодёжи, но особенную поддержку Кодряну получал от крестьян, поскольку и сам был горожанином только в первом поколении. Британский исследователь фашизма Стэнли Пейн заметил, что Легион пополнялся преимущественно студентами, и окрестил его «революционным альянсом студентов и бедных крестьян», который завлекал безработную интеллигенцию идеями радикального национализма (средний возраст легионеров составлял 27,4 года). Легион также был антикапиталистическим и антикоммунистическим движением, осуждавшим экономический либерализм и интернационализм как элементы всемирного еврейского заговора, боровшимся против материализма и модернизации и стремившимся построить коллективистское общество немарксистского характера с наличием кооперативов.

### Объявление вне закона и первый депутатский мандат
Через два года Кодряну пришёл к выводу, что его движение развивается недостаточно и что назрела смена задач. Он начал путешествовать по деревням, выступая с проповедями перед неграмотными, но глубоко верующими сельскими жителями: легионеры на проповедях одевались в белые мантии и рассказывали о непреодолимых противоречиях между христианами и иудеями. Ещё одной причиной подобной смены цели стала борьба против движения Кузы за влияние в Бессарабии и Буковине. С 1928 по 1930 годы Национальная крестьянская партия Александру Вайды-Воевода тайно показывала помощь Легиону, а вот лидер национал-царанистов Юлиу Маниу с июля 1930 года стал бороться против Легиона: поводом послужила попытка еврейских погромов в Марамуреше и Бессарабии. В том же году легионеры призвали к погромам крестьян из Борши (в местечке проживало 4 тысячи евреев). Легион также занялся покушениями на неугодных политиков, в том числе на заместителя главы МВД Константина Ангелеску. Кодряну был арестован вместе с исполнителем покушения Георге Беза, но обоих оправдали. Тем не менее, Легион был объявлен вне закона по приказу премьер-министра Георге Миронеску и главы МВД Иона Михалаке в январе 1931 года, а в феврале Кодряну снова попал под суд и снова был оправдан.
Начавшаяся в 1929 году Великая депрессия не обошла стороной и экономику Румынии, и в этих условиях Легион стал пользоваться разногласиями между королём Румынии Каролем II и Национальной крестьянской партией, которая в 1931 году сформировала кабинет министров во главе с Николае Йоргой. В том же году Кодряну был избран в Палату депутатов по списку «Группы Корнелиу Зели Кодряну» (таким именем пользовался Легион на выборах) вместе с некоторыми соратниками, в том числе со своим отцом Ионом Зелей и Михаем Стелеску (последний потом был изгнан из Легиона). Всего же депутатские мандаты получили пять легионеров, что стало первым успехом Легиона. Считается, что поддержку «Группе» оказал кабинет Вайды-Воевода, сменившего Йоргу на посту премьера. Кодряну прославился в Палате депутатов благодаря массовым разоблачениями коррумпированных министров и политиков, хотя политические противники называли его слишком нудным и некомпетентным.

### Убийство Иона Дуки и поддержка от Тэтэреску
Власти были озабочены революционными настроениями Легиона. С 1932 года Легион вступает в открытую конфронтацию с правительственными учреждениями, а с 1933 года начались годы постоянного политического насилия в Румынии. Кодряну выразил одобрение пришедшей в Германии к власти НСДАП и Адольфу Гитлеру, решив сближаться в первую очередь с немецкими национал-социалистами, а не с итальянскими фашистами и Бенито Муссолини. Подобная смена внешнеполитического вектора Легиона стала поводом для конфликта Стелеску и Кодряну. Кабинет министров во главе с Ионом Дукой, представителем Национал-либеральной партии, начал бороться против всех инициатив Группы Кодряну, утверждая, что «капитанул» — марионетка Гитлера, и приказал арестовать всех легионеров накануне грядущих выборов в Румынии (либералы их и выиграли). В ответ легионеры начали охотиться на чиновников и убивать их. Апофеозом насилия стали убийство премьер-министра Иона Дуки боевиками из эскадрона смерти «Никадори» 30 декабря 1933 года и разгон сочувствующих Легиону после того, как группа во главе с Наэ Ионеску выступила против репрессий. Кодряну ушёл в подполье, ожидая момента, когда всё успокоится, и назначил руководителем Легиона Георге Кантакузино-Грэничерула, который взял на себя ответственность за убийство Дуки; Стелеску, который вскоре стал соперником Кодряну, возглавив «Крестовый поход румынизма», позднее утверждал, что тот скрывался у родственников Магды Лупеску, сожительницы Кароля II, намекая тем самым, что Легион продался властям. Кодряну судили по законам военного времени, но он опять был оправдан.
После того, как на пост премьер-министра пришёл Георге Тэтэреску, а главой МВД стал Ион Инкулец, преследование легионеров прекратилось и Кароль II выразил надежду на скорейшее наступление стабильности. В 1936 году на молодёжном конгрессе в Тыргу-Муреше Кодряну предложил создать уже не временные (наподобие тех, которые организовали покушение на Дуку), а регулярные «эскадроны смерти». Новосформированные отряды сразу же продемонстрировали свои цели путём ликвидации Михая Стелеску (сработала группа «Дечемвири» Иона Каратэнасе) и заставили прекратить не только разговоры о слабостях Легиона, но и обвинения со стороны деятелей фракции Стелеску, называвших Кодряну лицемером и лгуном. Год был также ознаменован гибелью и похоронами Иона Моцы и Василе Марина: оба погибли в боях под Махадаондой в ходе гражданской войны в Испании. Кодряну в том же году пишет главный труд всей своей жизни — книгу «Моим легионерам».
Одним из финансистов Легиона стал известнейший чиновник Кароля II Николае Малакса, и в движении заговорили о реформировании для привлечения широких масс. Кодряну ввёл внутреннюю иерархию, организовал ряд благотворительных предприятий, снова поднял темы, интересные для промышленных рабочих, и создал Рабочий корпус легионеров, куда входили представители рабочего класса, поддерживавшие его идеологию. Кароль II столкнулся с трудностями после того, как традиционные партии власти стали терять влияние: в самом конце срока работы Тэтэреску Кароль II предложил Кодряну отказаться от руководства Легионом и войти в кабинет министров, но тот отверг это предложение.

### «Всё для Отечества»
Запрет на военизированные группировки (в Легионе она называлась «Железной гвардией»; позднее название закрепилось вообще за всем Легионом) привёл к тому, что движение Кодряну стало политической партией, которая пошла на выборы в 1937 году под названием «Всё для Отечества» (рум. Totul Pentru Ţară). Кодряну перед выборами без какого-либо смущения хвалился, что если он выиграет выборы, Румыния создаст свой союзный блок в противовес существующим Малой и Балканской Антантам, войдя в союз с Германией и Италией менее чем через 48 часов после прихода Легиона к власти. Подобные заявления не остались без внимания Италии и Германии: министр иностранных дел Италии Галеаццо Чиано рассматривал сформированное вскоре правительство Октавиана Гоги как переходный этап к установлению власти Железной гвардии.
Выборы 1937 года закончились тем, что Железная гвардия, объединившаяся с Национальной крестьянской партией в целях борьбы с мошенничеством на выборах, заняла 3-е место, набрав 15,5 % голосов (позднее этот результат округлили до 16 %). Хотя до большинства в парламенте было далеко, движение Кодряну объективно было третьим по силе в стране, и его электорат рос изо дня в день. Также это было крупнейшее фашистское движение в стране. Кароль II, испугавшись, что движение разорвёт договоры с Великобританией и Францией в пользу Германии и Италии, стал изгонять легионеров с различных постов, поддерживая при этом умеренные группировки типа обновлённой Лиги национальной христианской защиты. При поддержке короля Куза создал своё антисемитское правительство с поэтом Октавианом Гогой и Национальной аграрной партией. Кодряну, однако, тоже не сидел сложа руки, став вести Легион в сторону корпоративизма, поощряя стремление легионеров к развитию собственных предприятий и призывая их следовать советам Николае Йорги (он считал, что таким образом можно решить еврейский вопрос, ударив по карманам еврейских предпринимателей).
Правительственный блок, объединённый в Национальную христианскую партию, создал свой военизированный корпус синерубашечников, назвав его «Лэнчери» (рум. Lăncieri, копьеносцы). Он же начал охоту на евреев, стремясь отбить популярность у Железной гвардии. Всё это привело к тому, что Кодряну пришлось отказаться от участия в выборах 1939 года: он считал, что правящий режим себя всё равно изживёт, даже несмотря на усилия короля по формированию однопартийной системы.

### Конфликт с Каролем II
Все планы Кодряну были похоронены румынским монархом, который снял Гогу с поста премьер-министра и фактически установил диктатуру после неудачной попытки сформировать правительство национального единства. Ставку Кароль II сделал на новую Конституцию, финансовую помощь от крупных предпринимателей и поддержку нескольких традиционалистов (типа Николае Йорги или Арманда Кэлинеску). Запрет деятельности Гвардии сопровождался закрытием всех заведений в стране, в которых проводились встречи членов Гвардии. Всех легионеров поместили под пристальное наблюдение или арестовали за нарушение законодательства: государственным служащим также грозил арест за нахождение у них дома или на работе пропагандистских листовок Гвардии. Пресса начала травлю Капитанула: первым на него набросился журнал «Нямул Ромынеск» Йорги.
Кароль II, однако, всерьёз опасался росшего несмотря ни на что влияния Кодряну. Выбрав необходимый момент, он приказал разогнать руководство Железной гвардии и арестовал Капитанула за клевету в адрес Йорги на основании письма от 26 марта 1938 года, в котором Кодряну обвинял Йоргу в «моральном бесчестии» за сотрудничество с правившим монархом. Кодряну утверждал, что Йорга его обвинял в трате средств на подготовку восстания, и отвергал все обвинения, утверждая, что всего лишь выполнял распоряжения Йорги. Йорга официально подал заявление в Военный трибунал, куда обращались в случае оскорбления министра, и написал ещё одно письмо Кодряну с призывом раскаяться за все совершённые преступления.
После сообщения о выдвинутых обвинениях Корнелиу приказал своим последователям не предпринимать абсолютно ничего, если его приговорят не более чем к шести месяцам тюрьмы, поскольку хотел стать образцом для подражания, но при этом дал приказ одной группе охранять его на случай нападения со стороны властей. Его арестовали вечером 16 апреля 1938 года вместе с ещё 44 деятелями Легиона, среди которых были Георге Климе, Александру Кристиан Телль, Раду Гир, Наэ Ионеску, Шербан Милковяну и Михаил Полихроняде. Все арестованные в этот момент находились дома, празднуя Вербное воскресенье. После недолгого пребывания в префектуре румынской полиции Кодряну был отправлен в Жилавскую тюрьму, а остальные — в Тисманский монастырь (позднее его переоборудовали в концлагерь наподобие того, что был в Меркуря-Чук).
По обвинению в клевете Кодряну получил полгода тюрьмы, однако вскоре власти обвинили его в мятеже, вовлечении несовершеннолетних детей в преступную деятельность, подстрекательстве к насилию, связях с иностранными организациями и поджогах. На его защиту встал генерал Ион Антонеску, будущий премьер-министр и фактический глава (кондукэтор) Румынии при правящем короле. Два судебных процесса прошли с огромными нарушениями, и Кодряну обвинил судей в организации большевистской пародии на суд, поскольку его даже лишили права на защиту. Он пытался обратиться за помощью к адвокатам Истрате Мическу и Григоре Юниану, но оба ему отказали. В итоге его защищали только несколько малоопытных активистов, которым постоянно мешала власть. Условия содержания Корнелиу были отвратительными: в камере было сыро и холодно, что подорвало его здоровье.

### Осуждение и смерть

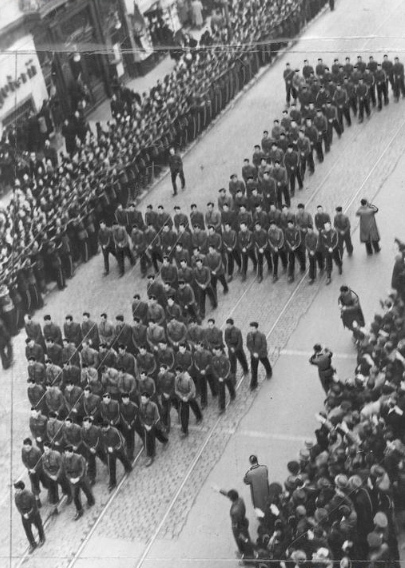
Похороны Корнелиу Кодряну

Корнелиу Кодряну в итоге получил 10 лет каторги. Как писал историк Иларион Циу, приговор был воспринят массами равнодушно: только уже объявленная вне закона Румынская коммунистическая партия выступила перед зданием суда, одобрив решение судей. Осуждение Кодряну стало ещё одним ударом для Легиона: к тому моменту большинство из его руководителей находилось под арестом, а дезорганизация привела к тому, что региональные руководители стали пытаться подчинить центр своему влиянию. В условиях, когда политический истеблишмент поддержал приговор Кодряну, Железная гвардия организовала в знак мести нападение на Вирджила Маджару, члена Национальной крестьянской партии, который выступал против её насильственных методов, однако Маджару сумел спастись от самосуда.
Кодряну перевели в тюрьму Дофтана, где он фактически должен был отбывать просто 10 лет лишения свободы, а не заниматься каторжными работами. Условия там были гораздо лучше, и Корнелиу мог общаться с семьёй и подчинёнными. Капитанул отказался от идеи побега и призвал Легион не заниматься насилием, но временное руководство Легиона стало открыто угрожать своему бывшему лидеру, заявляя, что он может пожалеть о своих словах. На фоне угроз Легиона устроить новые теракты было принято решение усилить охрану тюрьмы, чтобы предотвратить возможный штурм.
Осенью 1938 года Мюнхенское соглашение и Первый Венский арбитраж фактически предопределили начало грядущей большой войны в Европе и должны были вдохновить Легион на дальнейшие действия: легионеры стали открыто угрожать Каролю II в своих манифестах. Те, кто спасся от преследования полиции или не был на первых ролях в организации, стали проводить кампанию по всей Румынии, пытаясь не только сорвать визит короля к Адольфу Гитлеру в Бергхоф, но и предотвратить незапланированные сделки Румынии и Германии. Кароль, посчитав, что Гитлер не был заинтересован в поддержке Легиона, решил всё-таки избавиться от назойливого Кодряну.
По официальной версии румынских властей, в ночь с 29 на 30 ноября 1938 года эскадроны смерти «Никадори» и «Дечемвири» попытались осуществить побег Корнелиу Кодряну из тюрьмы, однако охрана вовремя застрелила беглеца. По версии легионеров и многих других источников, в ту ночь 14 человек по приказу Кароля II были вывезены румынской жандармерией из тюрьмы в лес Тынкэбешти под Бухарестом, где часть заключённых была задушена, а часть расстреляна. Среди казнённых был и Корнелиу Зеля Кодряну, который был похоронен во дворе тюрьмы Жилава. Считается, что предварительно его тело растворили в кислоте, а затем останки бросили в яму и залили её 7 тоннами бетона.

## Память

### Влияние при жизни и мощь Легиона

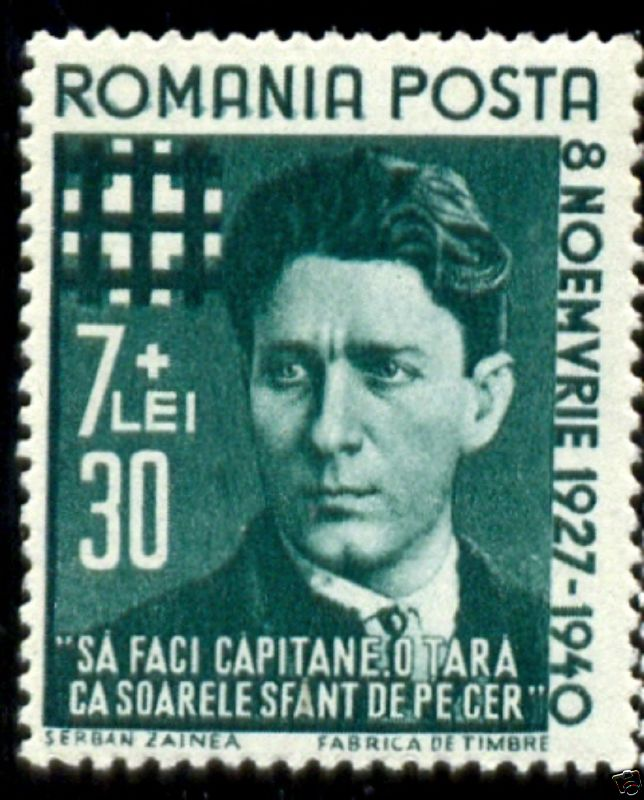
Марка 1940 года со словами: «Капитанул, сделай страну подобием Священного Солнца, что светит в небе»

По свидетельствам Адриана Чорояну, Корнелиу Кодряну был самым успешным политиком и одновременно самой антиполитической фигурой в Румынии межвоенных времён. Легион являлся «одним из самых кровожадных европейских фашистских движений», по мнению британца Нормана Дэвиса, и одновременно самым необычным массовым движением Европы тех времён, по мнению Стэнли Пэйна и Джеймса Майалла. Причиной такой популярности являлся религиозный мистицизм Кодряну.
Харизматическое лидерство Кодряну отмечалось лидерами многих правых движений, а самого Капитанула сравнивали с Гитлером и Муссолини. Пэйн отмечал, что Кодряну сильнее других поддерживал такое человеческое качество, как готовность к самопожертвованию. Немецкий историк Эрнст Молле считал, что Кодряну был таким же фанатиком, как и Гитлер; но Майалл считал, что Кодряну отличался серьёзно от Гитлера, поскольку под «новым человеком» имел в виду не отвечающего какой-то расовой теории «истинного арийца», а обновлённого духовно, вследствие чего в Легионе был развит не оккультный, а религиозный мистицизм. Историк Ренцо де Феличе, который утверждает об отсутствии взаимосвязи между фашизмом и нацизмом, считал, что Кодряну не был фашистом как таковым, поскольку его легион воевал и против буржуазных ценностей и институтов, что не совпадало с классической идеологией фашизма. Испанский историк Франсиско Вейга считал, что Легион проходил «фашизацию», делая акцент на национализме.
Американская журналистка Роузи Вальдек, проживавшая в Румынии с 1940 по 1941 годы, утверждала, что убийство Кодряну не только не подавило его сторонников, но подогрело интерес к его личности и повысило его популярность, поскольку, по её словам, Капитанул в глазах румын был если не апостолом, то по крайней мере мучеником или даже святым и даже скептики с почтением относились к его личности. Развивал мысль Вальдек и Чорояну, который писал, что Капитанул остался в памяти румын как живая легенда: его гибель побудила многих (в том числе и подростков, обучавшихся в средних школах или училищах) вступить в Железную гвардию. Историограф Люциан Бойя заметил, что и Кодряну, и Кароль II, и Антонеску воспринимались разными слоями общества как «спасители Румынии», но при этом все поддерживали тоталитаризм.
Преемником Кодряну на посту руководителя Легиона стал Хория Сима. Легионеры с большим трудом поддерживали отношения с кондукэтором Ионом Антонеску: Румыния переживала нелёгкие времена после Второго Венского арбитража, после которого уступила Северную Трансильванию Венгрии. 25 ноября 1940 года в Жилавской тюрьме началось расследование дела об убийствах легионеров: когда были найдены останки Кодряну, легионеры начали расправы над политзаключёнными нового режима прямо в тюремных камерах. В ночь на 26 ноября в тюрьме в одночасье были расстреляны 64 человека; 27 и 28 ноября снова пошли аресты и расстрелы (жертвами стали Николае Йорга и Вирджил Маджару). В этом хаосе легионеры фактически объявили войну Антонеску. Легионерский трибунал тем временем полностью оправдал своего бывшего лидера. Эксгумация останков Кодряну и их перезахоронение превратились в грандиозную церемонию: самолёты люфтваффе сбросили венки на могилу Кодряну. Однако культ сошёл на нет после того, как Антонеску подавил легионерский путч, а «Железная гвардия» была в итоге запрещена.
Жена Корнелиу, Елена, скрылась с глаз общественности после гибели мужа, но после прихода к власти коммунистов была арестована и депортирована в Бэрэган, где проживала рядом с женщинами, служившими в испанской «Голубой эскадрилье». Она вышла замуж за Барбу Прапоргеску, сына генерала Давида Прапоргеску, и переехала в Бухарест. Вскоре и Барбу скончался, а Елена прожила последние годы у молдавских родственников.

### Влияние на современность
После подавления мятежа в 1941 году движению фактически пришёл конец. Вне закона был объявлен и Хория Сима, сбежавший из страны. На руинах движения появились множество новых, каждое из которых считало себя духовным наследником Железной гвардии и семьи Кодряну как его лидеров, считая Симу незаконным руководителем. Последователи Симы также считали себя истинными правопреемниками Легиона, утверждая, что они вдохновляли Кодряну на все активные действия (в том числе и акты насилия).
После установления в Румынии коммунистического режима легионеры-приверженцы Кодряну — Ион Гаврилэ Огорану, Спиру Блэнару, Гогу Пую, Николае Чолаку и другие — участвовали в антикоммунистическом партизанском движении. Много времени спустя, даже в последние годы режима, власти объявляли «легионерами» диссидентов и бунтовщиков (например, участников Брашовского рабочего восстания в 1987).
Влияние Кодряну было очень прочным в Италии: его взгляды и стиль оказали воздействие даже на известного философа и расового теоретика Юлиуса Эволу. Эвола один раз встретился с Кодряну и, по словам своего друга, философа, Мирчи Элиаде, был «ошеломлён». Организаторами визита были Мирча Элиаде и ещё один философ Василе Ловинеску, симпатизировавшие Железной гвардии. Эвола позднее писал, что Кодряну был самым достойнейшим духовно ориентированным человеком из националистов, когда-либо ему встречавшимся. По словам Де Феличе, Кодряну стал ориентиром и образцом для подражания всех итальянских неофашистов наряду с Эволой и идеологами нацизма, поскольку само его появление было вызвано ошибками Муссолини в создании «истинного фашистского государства» и необходимостью в новых героях. Ученик Эволы и активист неофашизма Франко Фреда опубликовал очерки Кодряну в журнале Edizioni di Ar, а ещё один его последователь, Клаудио Мутти, отметил его пролегионерскую риторику.
Корнелиу Кодряну считается героем в глазах сторонников штрассеризма и международного движения «Интернационал третьей позиции», которое использует цитаты Кодряну как свои девизы. Религиозный мистицизм также оказал большое влияние на российского общественно-политического деятеля А. П. Баркашова, основателя «Русского национального единства»: официальная газета РНЕ «Русский порядок» открыто признаёт, что идеалы РНЕ совпадают во многом со взглядами Легиона Архангела Михаила. Идеологически Легиону близок и национально-патриотический фронт «Память», который также издал свой перевод книги «Моим легионерам».
После революции 1989 года и свержения режима Чаушеску в стране была установлена многопартийная система, что развязало руки националистам. Очень многие группы стали называть себя правопреемниками Легиона: первой из них стало «Движение за Румынию» лидера Голаниады Мариана Мунтяну, затем о своей поддержке Кодряну заявили румынское отделение Интернационала третьей позиции, газета «Gazeta de Vest» и многие другие. Движение «Новые правые» даже считает его святым новомучеником: на митингах члены движения часто выносят иконы с изображением Кодряну. Ежегодно 30 ноября в день памяти Кодряну националисты собираются в Тынкэбешти, где организуют фестивали и митинги в память о своём лидере.
В начале 2000-х годов бизнесмен Гиги Бекали, владелец футбольного клуба «Стяуа» и президент правой Партии нового поколения, заявил о том, что уважает Кодряну и будет продвигать активно символику Легиона, в том числе и девиз легионеров: «Клянусь перед Господом, что сделаю Румынию подобием священного солнца в небе». С этим лозунгом Бекали баллотировался в Президенты Румынии в 2004 году: подобная фраза впервые упоминалась в письме, которое Ион Моца отправил Капитанулу в 1937 году, а позднее Кодряну не раз её повторял. За подобные заявления Бекали чуть не привлекли к уголовной ответственности, поскольку по закону от 2002 года гитлеровская и фашистская символика в Румынии запрещались, однако тот в итоге избежал суда, поскольку его лозунг оказался всего лишь похожим на заявления Кодряну. В то же время Бекали в интервью телеканалу OTV заявил, что будет выступать за канонизацию Кодряну: телеканалу выписали штраф на 50 миллионов румынских леев за допущение подобного интервью.
В 2006 году Румынское телевидение запустило в эфир шоу «100 величайших румын», в котором определялись 100 крупнейших деятелей истории Румынии. Кодряну занял 22-е место в списке.

### В культуре
В конце 1930-х годов сторонники Кодряну стали публиковать книги, восхваляющие достоинства своего вождя: в этом ряду выделяются «Кредо поколения» (рум. Crez de Generaţie) Василе Марина и «Ориентации в столетии» (рум. Orientări în Veac) Николае Рошу, опубликованные в 1937 году, ещё при жизни Капитанула. В период национал-легионерского государства, существовавшего с 1940 по 1941 годы, в Румынии существовал мини-культ Кодряну — государство провозгласило Корнелиу мучеником, павшим за правое дело, а все легионеры на встречах обязательно при упоминании каждого из погибших членов движения выкрикивали «Здесь!» (рум. Prezent). В Легионерском искусстве образ Кодряну был одним из наиболее распространённых: так, 6 октября 1940 года на демонстрациях было показано его стилизованное изображение. После войны восхваление Кодряну было запрещено, и только при Николае Чаушеску постепенно началось возрождение культа Капитанула как источника вдохновения. Художники из движения «Новые правые» в настоящее время очень часто пишут иконы, на которых Кодряну изображается как святой Румынской православной церкви; на митингах на транспарантах Кодряну изображается рядом с кельтским крестом.
В ноябре 1940 года журналист Овид Цора, чьи статьи публиковались в газете движения «Buna Vestire» (с рум. — «Благовещение»), поставил Кодряну в один ряд с дакийским божеством Залмоксисом, молдавским князем Стефаном III Великим и румынским поэтом Михаем Эминеску, величайшей фигурой румынской истории и духовности. В других текстах Кодряну упоминается вместе с Эминеску и лидером крестьянского восстания в Трансильвании XVIII века Хорей. В 1937 году социолог Эрнест Берня опубликовал книгу «Книга Капитанов» (рум. Cartea căpitanilor), в которой Кодряну был поставлен в один ряд уже с Хорей и лидерами румынского национального движения в Трансильвании: Тудором Владимиреску и Аврамом Янку. В ноябре 1940 года философ Эмиль Чоран на Румынском радио выступил с заявлением, что Кодряну поставил перед Румынией определённую цель, и причислил его к ряду величайших деятелей румынской интеллигенции, куда входили Мирча Элиаде, братья Аршавир и Айг Актерян, Траян Брэйляну, Никифор Крайник, Н. Креведя, Раду Джир, Траян Эрсени, Наэ Ионеску, Петре П. Панайтеску и Мариэтта Садова.
Поэт Раду Джир в одном из стихотворении о Кодряну писал о том, что смерть Капитанула не является чем-то ужасным, поскольку за ней последует воскрешение. С другой стороны, одноклассник Кодряну, Петре Пандря, который вступил в Румынскую коммунистическую партию, оставил нелестные воспоминания о Корнелиу, которые потом многократно перепечатывались в Социалистической Республике Румынии. Несмотря на свою неприязнь к Железной гвардии, левый поэт Тудор Аргези выразил сожаление по поводу убийства Кодряну, описав свои переживания в сборнике стихотворений «Фэт-Фрумос». Элиаде, чьи ранние симпатии к легионерскому движению стали темой для множества споров, по словам его ученика Йоана Петру Кулиану, сделал Кодряну прототипом Эугена Кукоанеса, главного героя книги «Большой человек» (рум. Un om mare). Впрочем, подобную точку зрения не разделяют литературные критики Матей Кэлинеску и Мирча Йоргулеску: последний считает, что доказательств теории Кулиану слишком мало. Неофашист Клаудио Мутти считал, что Кодряну стал прототипом для другого героя Элиаде — Иеронима Танасе из «Девятнадцати роз» (рум. Nouăsprăzece trandafiri), с чем также не согласен Кэлинеску.
В 2001 году вышел посвящённый Кодряну музыкальный сборник «Codreanu: Eine Erinnerung An Den Kampf», в состав которого вошли композиции таких известных групп, как Spiritual Front, Von Thronstahl, Blood Axis и других.
В игре Hearts of Iron IV является одним из альтернативных лидеров Румынии

### На русском
- Васильченко А. Между Дуче и Гитлером. — М.: Эксмо, Яуза, 2004. — 480 с. — ISBN 5-699-07528-3.
- Кодряну К.З. Моим легионерам = Pentru legionari. — Тамбов, 2008. — 352 с. — ISBN 978-5-88934-417-9.
- Кодряну К.З. Моим легионерам = Pentru legionari / пер. с рум. по инициативе НПФ «Память». — Москва: Национально-патриотический фронт «Память», 2008. — 348 с.
- Кодряну К.З. Железная гвардия = Eiserne Garde / пер. с нем. Р. Куконеску. — Велесова Слобода, 2009.
- Эвола Ю. Драма румынского легионерства // Традиция и Европа. — Тамбов, 2009. — С. 187—191. — ISBN 978-5-88934-426-1.
- Яшин С. Герой Дакии Капитанул Кодряну // Правое сопротивление. — 2000. — № 3 (5). Архивировано 16 февраля 2014 года.
- Кодряну К. З. Тюремные записки. — М: Тотенбург, 2017. — 150 с. — ISBN 978-5-9216-2228-9

### На английском
- International Commission on the Holocaust in Romania. Final Report (англ.). — Iaşi: Polirom, 2004. — ISBN 973-681-989-2. Архивировано 29 июня 2007 года.
- Barbu Zeev. Romania: The Iron Guard // The Fascism Reader / Aristotle A. Kallis (ed.). — London: Routledge, 2003. — ISBN 0-415-24358-0.
- Benedict Ruth. The History as It Appears to Rumanians // The Study of Culture at a Distance / Margaret Mead, Rhoda Bubendey Métraux (ed.). — New York & Oxford: Berghahn Books, 2000. — ISBN 1-57181-215-6.
- Brustein William. Roots of Hate: Anti-Semitism in Europe Before the Holocaust. — Cambridge: Cambridge University Press, 2003. — ISBN 0-521-77478-0.
- Catherwood Christopher. Why the Nations Rage: Killing in the Name of God. — Lanham: Rowman & Littlefield, 2002. — ISBN 0-7425-0090-X.
- Davies Norman. Europe: A History. — Oxford: Oxford University Press, 1996. — ISBN 0-19-820171-0.
- De Felice Renzo. Fascism: An Informal Introduction to Its Theory and Practice. — New Brunswick & London: Transaction Publishers, 1976. — ISBN 0-87855-619-2.
- Jelavich Barbara. History of the Balkans. — Cambridge: Cambridge University Press, 1983. — ISBN 0-521-27459-1.
- Mayall James. Fascism and Racism // The Cambridge History of Twentieth-Century Political Thought / Terence Ball (ed.). — Cambridge: Cambridge University Press, 2003. — ISBN 0-521-56354-2.
- Payne Stanley G. Fascism. — Madison: University of Wisconsin Press, 1980. — ISBN 0-299-08064-1.
- Sedgwick Mark. Against the Modern World: Traditionalism and the Secret Intellectual History of the Twentieth Century. — New York: Oxford University Press US, 2004. — ISBN 0-19-515297-2.

### На румынском
- Ornea Z. Anii treizeci. Extrema dreaptă românească. — Bucharest: Editura Fundaţiei Culturale Române, 1995.
- Scurtu Ioan. De la bomba din Senat la atentatul din Gara Sinaia (рум.) // Dosarele Istoriei. — 1999. — Nr. 6/IV.
- Tismăneanu Vladimir. Stalinism pentru eternitate. — Iaşi: Polirom, 2005. — ISBN 973-681-899-3.
- Veiga Francisco. Istoria Gărzii de Fier, 1919-1941: Mistica ultranaţionalismului. — Bucharest: Humanitas, 1993.
- Pop Grigore Traian. Cînd disidenţa se pedepseşte cu moartea. Un asasinat ritual: Mihail Stelescu (рум.) // Dosarele Istoriei. — 1999. — Nr. 6/IV.
- Boia Lucian. Istorie şi mit în conştiinţa românească. — Bucharest: Humanitas, 1997. — ISBN 973-50-0055-5.
- Cioroianu Adrian. Pe umerii lui Marx. O introducere în istoria comunismului românesc. — Bucharest: Editura Curtea Veche, 2005. — ISBN 973-669-175-6.

### На украинском
- Вишинський С. Теократичний націоналізм Корнеліу Кодряну // Релігія і суспільство: нові преференції. Матеріали міжнародної наукової конференції 27-28 квітня 2006 року. — Чернівці: Рута, 2006. — 135—137 с.